# Olivier Rubinstein
 (juillet 2018).
Si vous disposez d'ouvrages ou d'articles de référence ou si vous connaissez des sites web de qualité traitant du thème abordé ici, merci de compléter l'article en donnant les références utiles à sa vérifiabilité et en les liant à la section « Notes et références ».
Pour les articles homonymes, voir Rubinstein.
Olivier Rubinstein est un agent littéraire, ancien éditeur et diplomate, né le 30 avril 1958 à Paris. 

## Biographie
Olivier Rubinstein est né le 30 avril 1958 à Paris. Il passe une partie de sa jeunesse à Amiens, où, passionné de littérature, il fonde en 1978 la librairie Cobra après avoir obtenu son CAP de peintre en bâtiment, métier qu’il exercera durant trois ans. 
De retour à Paris, il cofonde les éditions Le Dilettante en 1984 avec Dominique Gaultier, José Benhamou, Dominique Joubert, Léon Aichelbaum et Anne-Marie Adda. Leurs premières publications sont, en décembre 1984, Grognards & Hussards, un recueil de Bernard Frank et Nouvelles du Nord de Éric Holder. Reconnaissables par leur logo représentant un chat noir qui dort sur un livre ouvert, les éditions Le Dilettante publient alors environ une quinzaine de titres par an, en remettant au goût du jour des auteurs à l'époque oubliés tels que Henri Calet, Emmanuel Bove ou encore Paul Gadenne, mais aussi quelques contemporains comme Édouard Limonov. Tous les titres sont alors imprimés à 333, 666 ou 999 exemplaires.
En 1988, Olivier Rubinstein décide de quitter Le Dilettante, pour fonder, avec Alain Martin, les éditions Climats, qui publieront de nombreux auteurs français et étrangers. Il rejoint les Éditions Quai Voltaire en 1990.
En 1993, il participe, avec Maurizio Medico, Sylvie Delassus et Nata Rampazzo, à la création des éditions Mille et Une Nuits dont il devient le directeur littéraire. Basées sur un nouveau concept d'édition né en Italie (la maison Mille Lire), Mille et Une nuits révolutionnent le paysage de l’édition française en republiant nombre de classiques à bas prix puis des auteurs contemporains français et étrangers. Parallèlement, il collabore avec plusieurs maisons d’éditions telles que Textuel, Austral, L'Olivier.
Olivier Rubinstein devient directeur général des Éditions Denoël en 1998, maison qui verra sa ligne éditoriale évoluer radicalement. Il crée Denoël Graphic, dont il confie la direction à Jean-Luc Fromental, Lunes d’Encre, dirigées par Gilles Dumay, publie de nombreux documents politiques et historiques. 
En 2003, Olivier Rubinstein rencontre Denise Epstein, la fille d'Irène Nemirovsky, qui lui confie un manuscrit inédit de l'auteure, Suite française qui, publié en 2004, deviendra un best-seller mondial et remportera la même année le Prix Renaudot, pour la première fois décerné à titre posthume.
Il crée et dirige la revue politique Le Meilleur des Mondes en 2007 avec Olivier Rolin, André Glucksmann, Pierre-André Taguieff, Pascal Bruckner, Marc Weitzmann, Michel Taubmann…
En 2011, après avoir démissionné de son poste aux éditions Denoël, il est nommé conseiller culturel auprès de l’ambassade de France en Israël et directeur de l’Institut français.
De retour en France en 2016, il crée l’Agence littéraire Rubinstein.